# Karl Wilhelm (facteur d'orgues)
Pour les articles homonymes, voir Wilhelm et Karl Wilhelm.
Karl Wilhelm né à Lichtental, Roumanie, 5 juillet 1936, est un facteur d'orgue situé à Saint-Hilaire, au Québec.
Allemand d'origine, et après un apprentissage de la facture d'orgue en Allemagne et en Suisse, il travaille pour la maison Casavant Frères quelques années avant de fonder son atelier en 1966. Plus d'une centaine d'instruments ont été fabriqués au Canada et aux États-Unis. Pionnier du retour de la grande tradition baroque, il y demeure également fidèle de façon remarquable. Allant du plus petit instrument (comme l'orgue continuo) jusqu'au plus volumineux, l'harmonisation et les devis sont souvent caractérisés par les maîtres organiers allemands du début du XVIIe siècle.